# بوبي كلارك
بوبي كلارك (بالإنجليزية: Bobby Clarke)‏ (و. 1949  م) هو لاعب هوكي الجليد، من كندا، ولد في فلين فلون، مركز لعبه هو مركز ‏.

## جوائز
حصل على جوائز منها:
- ضابط وسام كندا.

## روابط خارجية
- بوبي كلارك على موقع دوري الهوكي الوطني (الإنجليزية)
- بوبي كلارك على موقع EliteProspects.com (الإنجليزية)
- بوبي كلارك على موقع HockeyDB.com (الإنجليزية)
- بوبي كلارك على موقع Hockey-Reference.com (الإنجليزية)
- بوبي كلارك على موقع قاعة كندا للمشاهير الرياضية (الإنجليزية)